# Antipathella subpinnata
Il corallo nero del Mediterraneo (Antipathella subpinnata (Ellis & Solander, 1786)) è un esacorallo della famiglia Myriopathidae (ordine Antipatharia).

## Descrizione
Di nero ha solo l'esoscheletro, mentre gli organismi viventi sono di colore bianco; è composto da polipi esatentacolari, con tentacoli corti e non pinnati, e si presenta con ciuffi fortemente ramificati.
Si tratta di un corallo rarissimo e protetto.  Da non confondersi con la Savalia savaglia (falso corallo nero).

## Distribuzione e habitat
Nel mar Mediterraneo è presente a partire dai 50 metri sino a oltre 200 metri di profondità.
Il 19 marzo 2009 è stata scoperta la più grande foresta di corallo nero esistente al mondo nel mare di Scilla su fondali tra gli 80 e i 150 m.